# Shahjahanabad

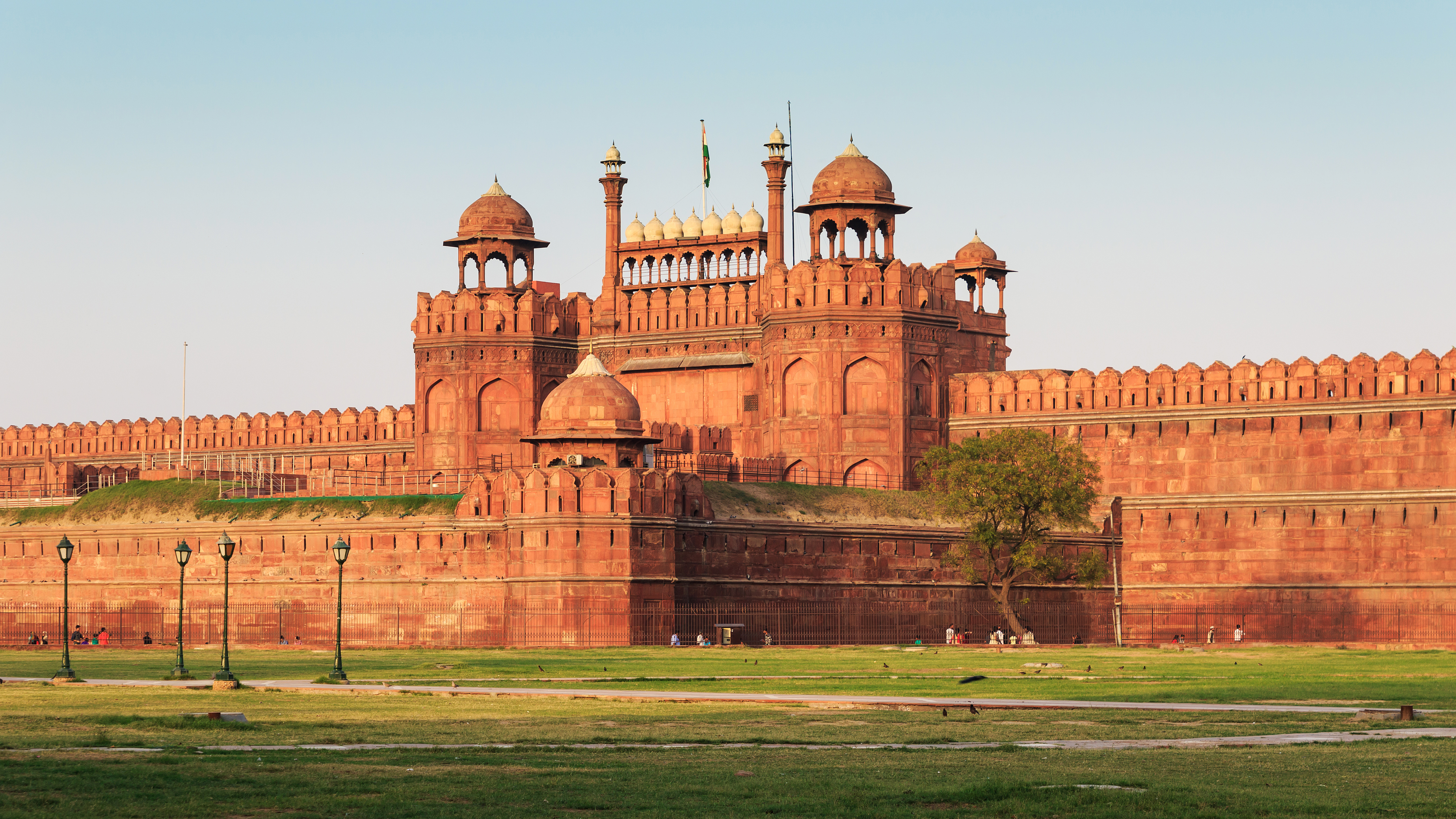
Delhi – Rotes Fort

Shahjahanabad (Hindi शाहजहानाबाद Shāhjahānābād, auch englisch Old Delhi genannt, deutsch selten Alt-Delhi, Hindi पुरानी दिल्ली Purānī Dillī) ist eine historisch und kulturell bedeutsame Stadtanlage in der indischen Metropole Delhi. In der von kolonialzeitlichen Historikern geprägten Liste der „sieben Städte von Delhi“ wird Shahjahanabad als siebte Stadtgründung gezählt.  In Kontrast zur heute geläufigen Bezeichnung Old Delhi – die Bezeichnung entstand nach der britischen Gründung des südlich anschließenden New Delhi – ist Shahjahanabad wesentlich jünger als einige andere Stadtteile Delhis.

## Lage und Klima
Shahjahanabad liegt unweit des Flusses Yamuna in einer Höhe von ca. 215 m. Administrativ gehört er zum Distrikt Central Delhi. Die Tagestemperaturen können im Frühsommer (Mai, Juni) 45 °C und mehr erreichen; in kalten Winternächten können aber auch Fröste auftreten. Regen fällt eigentlich nur in den sommerlichen Monsunmonaten.

## Geschichte
Die in den Jahren von 1639 bis 1656 (oder 1658) erbaute Stadt, zu der insbesondere das Rote Fort und die Freitagsmoschee gehören, ist eine Gründung des Großmoguls Shah Jahan, dem auch das etwa gleichzeitig in Agra erbaute Taj Mahal zuzurechnen ist. Wenige Jahre nach Fertigstellung der Bauten in Delhi wurde Shah Jahan von seinem Sohn und Nachfolger Aurangzeb (reg. 1658–1707) im Roten Fort von Agra gefangengesetzt; dort starb er im Jahr 1666. Aurangzeb ergänzte noch einige Details der Anlagen von Delhi, hielt sich aber sonst als Bauherr zurück. Im Jahr 1737 eroberten die Armeen des persischen Herrschers Nadir Schah Delhi und plünderten die Mogulresidenz; dabei wurde unter anderem der legendäre Pfauenthron geraubt. Nach der dritten Schlacht von Panipat (1761) wurde Delhi mit dem Roten Fort von einer afghanischen Armee unter Ahmed Schah Durrani erneut geplündert. Die Briten zerstörten nach dem Sepoy-Aufstand (1857) Teile der Anlage und erbauten dort mehrgeschossige Kasernen.

## Sehenswürdigkeiten

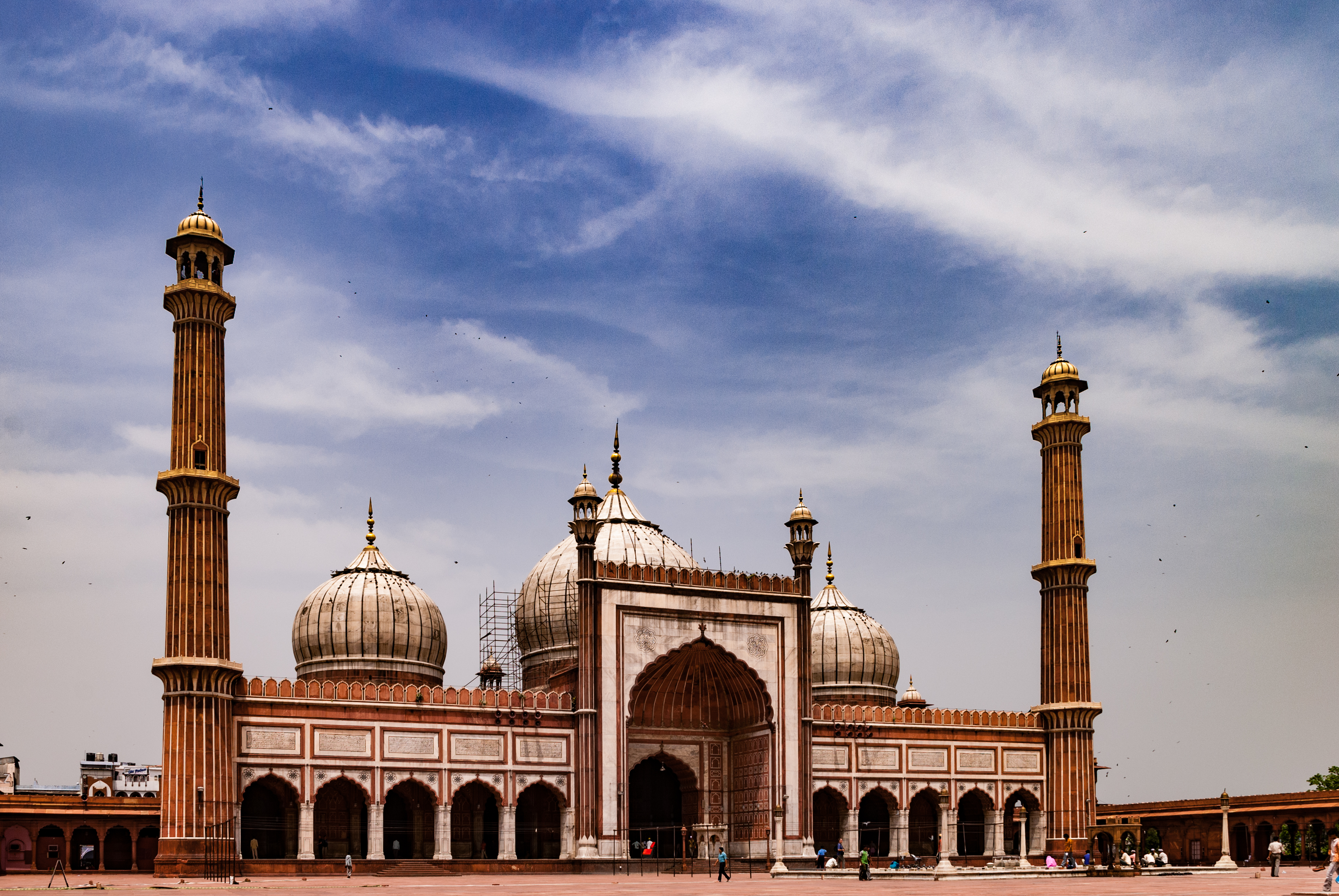
Freitagsmoschee (Jama Masjid)

- Die Ziegelstein-Architektur der in den Jahren 1639 bis 1648 erbauten Repräsentations- und Privatgemächer des Roten Forts ist in ähnlicher Weise von weißen Marmorplatten mit farbigen Steininkrustationen verdeckt wie das Taj Mahal. Weniger bedeutsame Bauteile sind lediglich mit roten Sandsteinplatten aus Rajasthan verkleidet.
- Die ca. 500 m südwestlich des Forts gelegene und in den Jahren 1650 bis 1656 erbaute Freitagsmoschee (Jama Masjid) ist – wahrscheinlich aus religiösen Gründen – etwas weniger dekorativ gestaltet, dennoch gibt es auch hier die Mischung von rotem Sandstein und weißem Marmor; in den Zwickeln des Hauptportals sowie an den seitlichen Portalen finden sich Steineinlegearbeiten aus schwarzem Marmor. Sie gilt als eine der größten Moscheebauten der islamischen Welt.
- Während der Bauarbeiten siedelten sich in der Umgebung Händler, Handwerker, Tagelöhner und Dienstleister aller Art mit ihren Familien an – so entstand die Altstadt von Delhi mit dem Chandni-Chowk-Basar, der von Jahanara Begum, einer Tochter Shah Jahans, in Auftrag gegeben wurde.